# 薩布里·埃爾貢
薩布里·埃爾貢（土耳其語：Sabri Ergun；1918年3月1日—2006年2月18日）是一名土耳其化學工程師，以描述填充床流體壓降的埃爾貢方程聞名。

## 生平
薩布里·埃爾貢出生於鄂圖曼帝國（今土耳其）的蓋雷代。他於1943年遷居美國。他在哥倫比亞大學取得其學士與碩士學位，1956年於維也納科技大學取得其博士學位。他與多蘿茜·卡恩斯（Dorothy Karns）於1948年結婚，生育三名子女：大衛（David）、羅伯特（Robert）和詹姆斯（James）。埃爾貢曾任卡內基理工學院煤研究實驗室的工作人員，並被美國礦業局聘用為固態物理學計畫的協調員。1969年，他受邀擔任德國卡爾斯魯厄大學的客座教授。他亦曾擔任貝泰公司擔任廢油處理工程開發領域為期四年的顧問。1977年，埃爾貢加入加州大學的勞倫斯伯克利實驗室，負責從煤炭和生物質生產合成燃料的研究計劃直到1980年退休。2006年，他過世於美國威斯康辛州麥迪遜，享年87歲。